# Alien Sexy Girls
Série
Sœurs de glace
(2004)
Pour plus de détails, voir Fiche technique et Distribution.
Alien Sexy Girls ou Piégés: La Deuxième Séduction au Québec (Decoys 2: Alien Seduction) est un film canadien de Jeffery Scott Lando, sorti directement en DVD en 2007.

## Synopsis
Dans une université du Nord-Est des États-Unis, une bande de jolies étudiantes extraterrestres fait tourner la tête de la gent masculine.

## Fiche technique
- Titre : Alien Sexy Girls
- Titre québécois : Piégés: La Deuxième Séduction
- Titre original : Decoys 2: Alien Seduction
- Réalisateur : Jeffery Scott Lando
- Scénariste : Tom Berry, Miguel Tejada-Flores
- Producteur : Franco Battista, Douglas Berquist
- Producteur délégué : Lorenz Augustin
- Producteur exécutif : Tom Berry
- Production : Reel One Entertainment, U.S.A.
- Directeur de la photographie : John Spooner
- Compositeur : Steve London
- Directrice du casting : Rhonda Fisekci
- Durée : 94 minutes
- Année de production : 2007
- Budget : 2 000 000 $ canadiens
- Couleur
- Format de production : 35 mm
- Tourné en : anglais

## Distribution
- Corey Sevier (VQ : Guillaume Champoux) : Luke Callahan
- Tyler Johnston (VF : Alexis Tomassian ; VQ : Nicholas Savard L'Herbier) : Sam
- Kailin See (VF : Nathalie Spitzer ; VQ : Camille Cyr-Desmarais) : Stephanie Baxter
- Kim Poirier (VF : Vanina Pradier ; VQ : Catherine Allard) : Constance Snowden
- Dina Meyer (VF : Laura Blanc ; VQ : Christine Séguin) : Dr Amanda Geisner
- Tobin Bell (VQ : Stéphane Rivard) : le professeur Erwin Buckton
- Reamonn Joshee (VF : Damien Ferrette ; VQ : Claude Gagnon) : Henry Robbins
- Ryan Ash (VF : Laurent Morteau ; VQ : Nicolas Charbonneaux-Collombet) : Peter Brunson
- Brad Goddard (VQ : Philippe Martin) : Nick Dean
- Michelle Molineux (VF : Cindy Tempez ; VQ : Éveline Gélinas) : Delia
- Lindsay Maxwell (VF : Julie Turin ; VQ : Mélanie Laberge) : Jasmine
- Natalie McFetridge (VF : Marion Koen) : Angeline
- Sam Easton (VF : Alexandre Gillet) : Arnold Steiner
- Darcy Glassford : Rocky
- Ira Lee Gathers : Evan

Source et légende : Version québécoise (VQ) sur Doublage Québec.

## Autour du film
- Ce film est la suite du film Decoys, réalisé par Matthew Hastings en 2004.